# Faya-Largeau
Faya-Largeau este un oraș  în partea de nord a Ciadului, centru administrativ al regiunii Borkou.
Localitatea se numea inițial Faya, dar i s-a adăgat paricula -Largeau, în onoarea generalului francez Étienne Largeau, după capturarea regiunii de către francezi, în 1913.
Aici, pe 25 mai 2023, s-a înregistrat un record meteorologic și anume una dintre cele mai mari temperaturi înregistrate vreodată: 48,0 °C (118,4 °F).

## Personalități născute aici
- Hissène Habré (1942 - 2021), politician, fost președinte al Ciadului.